# Либлингсхоф
Либлингсхоф (нем. Lieblingshof) — коммуна в Германии, в земле Мекленбург-Передняя Померания.
Входит в состав района Бад-Доберан. Подчиняется управлению Варнов-Ост.  Население составляет 709 человек (на 31 декабря 2006 года). Занимает площадь 17,71 км². Официальный код  —  13 0 51 044.